# El Pedró (Vallromanes)
El Pedró és una muntanya de 230 metres que es troba al municipi de Vallromanes, a la comarca del Vallès Oriental.